# Albert Edward Walters
Pour les articles homonymes, voir Walters.
Albert Edward Walters, connu aussi comme Jenny Walters, né le 3 avril 1870 à Londres et mort le 20 février 1956, est un coureur cycliste sur piste anglais.

## Biographie
Albert Walters débute en 1892, membre du Old Tenisonians Cycling Club. Il remporte dans le courant de la saison six victoires ; en 1893, il est le vainqueur de six épreuves importantes et en 1894 de vingt-quatre, parmi lesquelles le championnat des 100 milles du  Polytechnic Cycling Club et la course de douze heures, l'Anchor Shield à Herne Hill qu'il remporte devant Arthur Chase, avec un nouveau record d'un peu plus de 415 km. 
En 1895, Walters devient professionnel et fait ses débuts à Paris le jour de Noël dans un match avec entraîneurs contre Arthur Linton. Il finit second du Vase d'Or de Catford, course de douze heures, répartis sur trois jours. 
Bien que Walters soit un coureur cycliste solo, il essaye également la course en tandem, avec Arthur Chase  et plus tard avec Émile Bouhours. 
En 1897, il remporte deux épreuves sur piste l'Abingdon Shield, et le Vase d'Or de Catford,,. 
En 1898, un match sur 100 km oppose Walters, Bouhours et Fred Armstrong au Parc des Princes. 
La plus grande victoire de sa carrière est le Bol d'Or en 1899. Il établit un record du monde de distance derrière entraineur  avec 1 020,977 km. La même année, il remporte Paris-Dijon, termine deuxième du  championnat d'Europe de demi-fond et remporte la course de 6 jours de Berlin, qui porte les gains de sa saison à plus de 1 000 £.  
L'année suivante, la course de 24 heures fait partie du programme olympique, en tant qu'épreuve sans médaille ; Walters termine deuxième dans la course de 100 milles. Walters semble certain de conserver son titre sur 24 heures et mène du départ jusqu'à la 20eme heure lorsqu'une blessure au genou et l'épuisement le force à abandonner,  il se classe finalement sixième derrière le vainqueur néerlandais, Matthieu Cordang. Avant de perdre la tête, Walters  établit un nouveau record du monde pour chaque heure, de la 3e à la 19e heure.  Il établit ainsi le record du monde des 8 heures derrière entraineur avec 384, 566 km. 
Il conçoit également des vélos.
Il prend sa retraite sportive en 1901. Il s'associe avec son frère, et ouvre sous le nom de Walters Bros une maison de tailleur dans Regent Street, à Londres, et pratique le sport automobile.

## Palmarès sur piste

### Championnats d'Europe
- 1899
  -  Médaillé d'argent du demi-fond[12]

### Autres courses
- Bol d'or en 1899
- Roue d'Or de Berlin (Goldene Rad von Friedenau) 1899[1],[13],[14]
- Courses professionnelles des Jeux olympiques de Paris 1900[15]
  - 2e du 100 miles
- Quatre jours de Berlin

## Palmarès sur route
- 1899
  - 1re de Paris-Dijon

## Records
- 1895 : Records des 50 et des 100 milles amateurs[1].
- 1897 : Vase d'Or de Catford
- 1897 : Record des 12 heures sur route[1].
- mai 1897 : Record des 100 km à Crystal Palace - 2h 9' 13" 4/5[16].
- 1897 : Record du monde des 3 heures derrière entraineur sur la piste de Catford avec 142,500 km[17].
- 1900 - Record du monde des 8 heures derrière entraineur avec 384, 566 km[10].
- ? - Record du monde des 24 heures derrière entraineurs[18].